# 高屋敷英夫
高屋敷英夫（日语：／ Takayashiki Hideo，1947年8月1日—），日本男編劇、小說家。出身於岩手縣。他的前妻是金春智子，也是一名編劇。

## 來歷
高屋敷英夫在中學和高中時期，活躍於棒球隊，擔任游擊手。
從東洋大學文學院退學後，他加入蟲Production，幫忙編寫劇本和編導。隨後，他以《明日之丈》作為編劇首次亮相，離開公司後，他在MADHOUSE工作，並於約1979年成為自由作家。他創作了大量電視劇和電視動畫的劇本，並從1970年代中期到約1983年作為電視動畫演出家活躍。
執導的主要動畫作品有《元祖天才傻鵬》、《咪咪流浪記》、《凡爾賽玫瑰》、《忍者男子一平》（也擔任首席導演）。在《魯邦三世 (TV第2系列)》中，他使用毛利蘭為筆名。
他也以小說家活躍，作品有《小說勇者鬥惡龍》（I—III）。
近年來，他主要為MADHOUSE作品負責劇本統籌，並撰寫劇本。

## 參加作品
粗體字表示劇本統籌作品。

### 電視動畫
1972年
- 根性青蛙（演出助手）

1973年
- 小酋長小黑（演出助手）
- 極真派空手道（日语：空手バカ一代）（演出助手、導演）

1974年
- 柔道讚歌（日语：柔道讃歌）（分鏡）

1975年
- 頑皮鼠歷險記（日语：ガンバの冒険）（編劇）
- 元祖天才傻鵬（日语：元祖天才バカボン）（—1977年，編劇、演出）

1976年
- 大空魔龍凱王（演出）
- 漫畫世界昔話（日语：まんが世界昔ばなし）（演出、編劇）

1977年
- 魯邦三世 (TV第2系列)（日语：ルパン三世 (TV第2シリーズ)）（編劇）
- 咪咪流浪記（—1978年，演出）

1978年
- 金銀島（—1979年，導演）

1979年
- 凡爾賽玫瑰（—1980年，分鏡、演出）

1980年
- 原子小金剛 (1980年版)（—1981年，編劇）
- 怪物小王子 (1980年版)（—1981年，編劇）

1981年
- 明日之丈2（編劇）
- 小麻煩千惠（編劇）
- 太陽的使者 鐵人28號（編劇）
- 新·根性青蛙（—1982年，編劇）
- 漫畫山田君（日语：おじゃまんが山田くん）（—1982年，編劇）

1982年
- 忍者男子一平（日语：忍者マン一平）（首席導演、編劇）
- 孫悟空飛往絲綢之路!!（日语：孫悟空シルクロードをとぶ!!）（導演）

1983年
- 貓♥眼（—1985年，編劇）

1984年
- 宇宙防衛隊PJ（日语：銀河パトロールPJ）（編劇）
- 雙子鷹（日语：ふたり鷹）（編劇）
- 魯邦三世 PARTIII（日语：ルパン三世 PARTIII）（編劇）
- 怪貓豬油糕（日语：オヨネコぶーにゃん）（—1985年，編劇）

1985年
- 忍者戰士飛影（—1986年，編劇）
- 夢幻之星的波坦諾斯（—1986年，編劇）

1986年
- Wonder Beat Scramble（日语：ワンダービートS）（編劇）
- 機器人阿丁 (1986年版)（日语：ロボタン）（編劇）
- 甜蜜公主（—1987年，編劇）

1987年
- 相聚一刻[注 1]（—1988年，編劇）

1988年
- 極速悍將（日语：F (漫画)）（編劇）

1989年
- 亂馬½ (1989年版)（編劇）
- 守護神哈特（日语：まじかるハット）（—1990年，編劇）

1990年
- 超時空遊俠（編劇）

1991年
- 青澀花園（—1992年，編劇）

1992年
- 人小鬼大（—1994年，編劇）

1993年
- 奇蹟☆女孩（編劇）

1995年
- 伊沙米大冒險[注 2]（—1996年，編劇）

1996年
- 酷妹當家（編劇）

1998年
- 炸彈人 彈珠人爆外傳（編劇）
- 危險調查員（編劇）
- 麵包超人（—1999年，編劇）

1999年
- 炸彈人 彈珠人爆外傳V（編劇）

2000年
- 向陽之樹（編劇）

2001年
- 鄰家女孩 CROSS ROAD ～風之速～（美國取材協力）

2002年
- 狐狸秀丸（日语：フォルツァ!ひでまる）（編劇）
- 花田少年史（編劇）

2005年
- 我太太是高中生（編劇）
- 鬥牌傳說赤木 ～降臨黑暗的天才～（編劇）

2006年
- 草莓危機（編劇）

2007年
- 怪物王女（編劇）
- 賭博默示錄（編劇）

2008年
- ONE OUTS（編劇）

2009年
- RIDEBACK（編劇）
- 蒼天航路（編劇）

2010年
- 少年犯之七人（編劇）

2011年
- 賭博默示錄 破戒錄篇（編劇）
- X戰警（日语：エックスメン (2011年のアニメ)）（編劇）

2013年
- 第一神拳 Rising（編劇）

2016年
- DAYS（編劇）

2018年
- 錢進球場[3]（編劇）

### 電影動畫
1981年
- （導演、編劇）

1984年
- 頑皮鼠歷險記：甘巴與7個夥伴（日语：ガンバの冒険#冒険者たち ガンバと7匹のなかま）（編劇）

1986年
- 超級瑪利歐兄弟：碧奇公主救出大作戰！（日语：スーパーマリオブラザーズ ピーチ姫救出大作戦!）（編劇）
- 火鳥 鳳凰篇（編劇）

1987年
- 赤腳阿元2（編劇）

1988年
- 劇場版 小豬萬萬歲（日语：はれときどきぶた#スタッフ）（編劇）

1989年
- 美樂蒂的小紅帽（編劇）

1990年
- Hello Kitty的拇指公主（編劇）

1991年
- 福星小子：聖水奇緣（日语：うる星やつら いつだってマイ・ダーリン）（編劇）

1994年
- 漂亮擊出吧！夢想者 ～鯉魚誕生物語～（日语：広島カープ誕生物語）（編劇）

### OVA
1986年
- The 超女（編劇）
- 心愛的貝蒂魔女的故事（日语：魔物語 愛しのベティ）（編劇）

1987年
- 微笑標的（編劇）

1988年
- 1磅的福音（編劇）

1991年
- 相聚一刻 番外篇 一刻島始末記（編劇）

### 電視劇
1987年
- 學園情報社H.I.P.（日语：ガクエン情報部H.I.P.）（編劇）
- 我的妹妹急速上昇（日语：オレの妹急上昇）（編劇）

### 著作
- 小說勇者鬥惡龍（日语：小説ドラゴンクエスト）系列（均由艾尼克斯出版）
  - 勇者鬥惡龍（上冊、下冊，1989年）
  - 勇者鬥惡龍II 惡靈的眾神（上冊、下冊，1989年）
  - 勇者鬥惡龍III 接著邁向傳說（上冊、下冊，1990年）
- 貓♥眼 小說版（原作：北條司，集英社，1996年）

## 腳註

## 相關項目
- 日本動畫師列表（日语：アニメ関係者一覧）